# Romain Del Castillo
Romain Del Castillo (* 29. März 1996 in Lyon) ist ein französisch-spanischer Fußballspieler, der bei Stade Brest in der Ligue 1 spielt.

## Karriere

### Verein
Del Castillo begann seine fußballerische Ausbildung 2002 beim Mions FC. Im Sommer 2007 wechselte er zur AS Saint-Priest. Von 2010 bis 2011 spielte er bei der AS Vénissieux und beim FC Lyon. Bis 2015 spielte er in der Jugend bei Olympique Lyon. In der Saison 2014/15 spielte er einmal in der Coupe Gambardella, als sein Team im Finale verlor. Am 20. November 2015 (14. Spieltag) debütierte er nach Einwechslung in der Ligue 1 gegen den OGC Nizza für die Profis. In der Spielzeit 2015/16 spielte er siebenmal in der Youth League, wobei er dreimal traf und zweimal in der Ligue 1. Für die Saison 2016/17 wurde er in die Ligue 2 an den FC Bourg-Péronnas verliehen. Direkt am ersten Spieltag spielte er bei einem 0:0-Unentschieden gegen Racing Straßburg direkt das erste Mal über die volle Spielzeit in der Ligue 2. Eine Woche später wurde er gegen Chamois Niort spät eingewechselt und traf in der Nachspielzeit zum 2:2. Während der Leihe schoss er in 38 Spielen fünf Tore und legte sechs Treffer auf. Für die Folgespielzeit wurde er erneut in die zweite Liga an Olympique Nîmes verliehen. Bei seinem Debüt am 8. September 2017 (6. Spieltag) legte er gegen den AC Ajaccio direkt seinen ersten Treffer für den Verein auf. Zwei Wochen später, bei einem 4:0-Erfolg gegen den FC Tours schoss er bereits sein erstes Tor für Nîmes. Bis zum Saisonende spielte er 31 Ligaspiele, traf viermal und gab sieben Torvorlagen.
Nach seiner Rückkehr wechselte er zum Ligakonkurrenten Stade Rennes. Für seinen neuen Arbeitgeber debütierte er am 11. August 2018 (1. Spieltag) bei einer 1:3-Niederlage gegen den OSC Lille. Bei einem 2:1-Sieg über den FK Jablonec in der Europa League spielte er das erste Mal international, als er in der Startelf stand. Die Saison beendete er mit insgesamt 36 Einsätzen, wobei sein Team bis ins Achtelfinale der Europa League kam, in der Liga den zehnten Platz belegte und den Pokal gewann. Sein erster Treffer für den Verein gelang ihm am zweiten Spieltag der neuen Saison gegen Paris Saint-Germain, wodurch sein Team 2:1 gewann. In der gesamten Saison 2019/20 spielte er 33 Mal in unter anderem Liga und Europa League, wobei er insgesamt zweimal traf und acht Treffer vorbereitete. Die Folgespielzeit beendete er mit 25 Ligaeinsätzen, einem Pokaleinsatz und vier Spielen in der Champions League.
Nach Beginn der neuen Saison 2021/22 wechselte er zum Ligakonkurrenten Stade Brest. Gegen den SCO Angers stand er direkt in der Startelf und gab somit sein Debüt im neuen Trikot am 12. September 2021 (5. Spieltag).

### Nationalmannschaft
Von März 2018 bis Juni 2019 spielte er zehnmal für die französische U21-Männernationalmannschaft. Mit dieser nahm er unter anderem an der U21-EM 2019 teil.

## Erfolge
- Coupe de France: 2019